# Europa (fille de Philippe II)
Europa, née en 336 av. J.-C., est la fille de Philippe II de Macédoine et de Cléopâtre, nièce d'Attale. Son assassinat, comme celui de sa mère, est ordonné par la mère d'Alexandre le Grand, Olympias, après l'assassinat de Philippe. Europa est égorgée dans les bras de sa mère qui est contrainte ensuite au suicide.